# Мокшанова Тетяна Петрівна
Тетяна Петрівна Мокшанова, у шлюбі Швецова (эрз. Мокшановонь Тетяна; нар. 9 січня 1984 року, с. Багана Куйбишевської обл. Російської РФСР) — ерзянська поетеса, перекладачка. Членкиня Союзу письменників Росії (з 2014 року). Лауреатка літературної премії Глави Республіки Мордовія для молодих авторів (2006).

## Життєпис
Народилася 9 січня 1984 року в селі Багана Шанталінського району Самарської області. У 2001 році закінчила Баганінську середню школу і вступила на ерзянське відділення філологічного факультету Мордовського державного університету імені М. П. Огарьова, який закінчила у 2006 році з відзнакою.
Учасниця Другого літературного університету молодих перекладачів фінно-угорських народів пам'яті А. Є. Ванєєва (Сиктивкар), Республіканського освітнього проекту «Етношкола в бібліотеці» (Підлісна Тавла, Мордовія), круглого столу «Національна література в культурному просторі Російської Федерації» (Казань), Фестивалю національних літератур народів Росії (Нижній Новгород, с. Велике Болдіно), міжнародного фестивалю «Книжковий Сибір»(Новосибірськ).
Нарівні з письменницями з Мордовії: Валентиною Мішаніною, Євдокією Терешкіною, Тамарою Барговою, Тетяною Разгуляевою, Ольгою Сусорєвою молода авторка Тетяна Мокшанова входить до числа авторок «жіноча проза Мордовії».
Перекладає ерзянською вірші удмуртських, російських, угорських та українських авторів.
Працює редакторкою відділу в дитячо-юнацькому журналі ерзянською мовою «Чилисема» (рос. Восход солнца). Нині — навчається в аспірантурі кафедри фіно-угорських літератур.
Друкувалася в газетах «Шенталінські вісті», «Слобідські куранти», «Округа», «Эрзянь Мастор», «Валдо ойме» (рос. Светлая душа), «Эрзянь правда», журналі «Сятко» (рос. Искра).
Живе Тетяна Мокшанова в Саранську.

## Творчість

### Книги
- Мокшанова Т. Эрьгекерькс: стихть / Тетяна Мокшанова; [артыцясь в. І. Федюнин]. — Саранськ: «Червоний Жовтень» типографиясь, 2006. — 41, [3] с.
- Мокшанова Т. Толонь лопат: стихть / Тетяна Мокшанова. — Саранськ, 2010. — 80, [3] с. — Мордов.-ерзя яз. — ISBN 978-5-7493-1494-6.

### Публікації в колективних збірках
- «От Урала до Невы» — Библиотека «Лилии», Челябинск: полиграфическое объединение «Книга», 2001 г.
- «Монь вайгелем» — Саранск: Мордовское книжное издательство, 2005. — 128 с. — ISBN 5-7595-1675-2.
- «Первая капель» — Самара: Типография ООО «Офорт», 2005 г.
- «Литературный сентябрь» — Саранск: ИД « Книга», 206 г.
- «Эскелькс» — Саранск: Издательство Мордовского университета, 2008 г.
- «Эрзянь валске» — Киев: Эрзянь Вал нолдамо кудось, 2011. — 64 лл. Эрзя. (2Рос=эрз)6-5
- «Тешкс» — Саранск: Литературный фонд России, 2004 г.
- «Современная литература народов России». Детская литература. Антология. — М.: Организационный комитет по поддержке литературы, книгоиздания и чтения в Российской Федерации; Фонд социально-экономических и интеллектуальных программ; Объёдиненное гуманитарное издательство, 2017. — 608 с. ISBN 978-5-94282-801-1.